# Prosepididontus calopteryx
Prosepididontus calopteryx is een fossiele soort schietmot uit de familie Prosepididontidae.